# Tomasz Majewski
Tomasz Majewski (født 30. august 1981 i Nasielsk, Polen) er en polsk atletikudøver (kuglestøder), hvis hidtil største triumf blev opnået ved OL i Beijing 2008, hvor han vandt guld i kuglestød og i 2012 hvor han vandt guld i OL i London.
En af Majewskis værste konkurrenter er danske Joachim B. Olsen. 